# Alex Homberger
Alexander H. «Alex» Homberger (* 26. Oktober 1912 in Schaffhausen, Schweiz; † 15. April 2007 in Muskegon, Michigan, Vereinigte Staaten) war ein Schweizer Ruderer, der 1936 zwei olympische Medaillen gewann.
Die drei Brüder Alex, Hans und Rudolf Homberger starteten für den Ruderclub Zürich.

## Werdegang
1934 fanden die Europameisterschaften in Luzern statt, der Schweizer Vierer ohne Steuermann mit Hermann Betschart, Max Schuler, Alex Homberger und Karl Schmid belegte den zweiten Platz hinter dem deutschen Boot. Bei den Europameisterschaften 1935 in Berlin siegte der Schweizer Vierer mit Hermann Betschart, Hans Homberger, Alex Homberger und Karl Schmid. Im Achter belegte das Schweizer Boot mit dem kompletten Vierer den zweiten Platz hinter den Ungarn.
Am 14. August 1936 wurden auf der Regattastrecke Berlin-Grünau die Endläufe der Ruderentscheidungen bei den Olympischen Spielen 1936 ausgetragen. Um 14.30 Uhr war der Start des Rennens im Vierer mit Steuermann, es siegte das deutsche Boot mit acht Sekunden Vorsprung auf das Schweizer Boot mit Hermann Betschart, Hans und Alex Homberger, Karl Schmid und Steuermann Rolf Spring, das seinerseits neun Sekunden Vorsprung auf die Franzosen auf dem Bronzeplatz hatte. Um 17.00 Uhr startete der Vierer ohne Steuermann, hier siegte das deutsche Europameisterboot von 1934 vor den Briten. Betschart, die Brüder Homberger und Schmid erruderten die Bronzemedaille. Um 18.00 Uhr wurde der Final im Achter ausgetragen, den Schweizer Vierer mit Steuermann Rolf Spring ergänzten dabei Oskar Neuenschwander, Rudolf Homberger, Fritz Feldmann und Werner Schweizer. Während alle anderen Crews ausgeruht an den Start gingen, hatten die stärksten Schweizer bereits zwei Rennen absolviert, mit zehn Sekunden Rückstand auf das Siegerboot aus den Vereinigten Staaten belegten sie den sechsten und letzten Platz.
Nachdem Homberger sein Ingenieursstudium in Zürich abgeschlossen hatte, emigrierte er in die Vereinigten Staaten. Nach einiger Zeit bei der Michigan Steele Company gründete er in Kalifornien seine eigene Produktionsfirma. Mit seiner Frau kehrte er später nach Michigan zurück und begründete mehrere Kunst-Stiftungen.